# Praděd
De Praděd (Duits: Altvater) is een berg in het noordoosten van Tsjechië. Het is met 1.491 meter de hoogste berg van het gebergte Hrubý Jeseník en het landsdeel Tsjechisch Silezië. De berg ligt op de grens van de districten Bruntál en Šumperk, respectievelijk behorend tot de regio's Moravië-Silezië en Olomouc. Op de top staat een 162 meter hoge zendmast.
Het eerste gebouw op de berg was een stenen uitkijktoren van 32 meter hoog. De toren werd tussen 1903 en 1912 gebouwd door de Sudeten-Duitse toeristenbond. Na de Tweede Wereldoorlog werd de toren niet meer onderhouden, omdat de Duitsers verdreven waren uit Tsjecho-Slowakije. Op 2 mei 1959 stortte de toren in. Tussen 1968 en 1983 werd er een zendmast gebouwd op de berg. In de mast is een restaurant gevestigd. Bij helder weer zijn de Alpen en de Karpaten te zien, alsmede het Tatragebergte.
Sneeuwkop / Sněžka (1603 m) · Luční hora (1555 m) · Studniční hora (1554 m) · Vysoké kolo (1510) · Praděd (1492 m) · Stříbrný hřbet (1490 m) · Violík (1471 m) · Vysoká hole (1465 m) · Králický Sněžník (1424 m) · Keprník (1423 m)